# Gustaw Gwozdecki
Gustaw Gwozdecki est un artiste polonais né le 23 mai 1885 à Varsovie et mort le 7 mars 1935 dans le 14e arrondissement de Paris.